# إرنست كول
إرنست كول (20 مارس 1875 في نيوزيلندا - 24 سبتمبر 1965) (بالإنجليزية: Ernest Cole)‏ هو لاعب كريكت نيوزلندي.

## وصلات خارجية
- إرنست كول على موقع إي آس بي آن كريك إنفو (الإنجليزية)